# اقامتگاه امپراتوری تاکاناوا
اقامتگاه امپراتوری تاکاناوا (به ژاپنی: 高輪皇族邸, Takanawa Kōzokutei))، یک اقامتگاه سلطنتی در توکیو است.
از سال ۱۹۳۱ تا ۲۰۰۴، این محل اقامتگاه سومین پسر امپراتور تایشو، نوبوهیتو، شاهزاده تاکاماتسو و همسرش، کیکوکو، شاهدخت تاکاماتسو بود. در ۳۱ مارس ۲۰۲۰، امپراتور بازنشسته (دایجو تننو) آکی‌هیتو و امپراتریس می‌چیکو به این کاخ نقل مکان کردند.

## کاخ امپراتوری بازنشسته موقت
اقامتگاه تاکاناوا به‌عنوان قصری موقت برای آکی‌هیتو و می‌چیکو در جریان بازسازی کاخ آکاساکا (کاخ توگو فعلی)، تبدیل شد تا زمانی که آنها در ۳۱ مارس ۲۰۲۰ به آنجا نقل مکان کردند.